# Mistrovství světa v ledním hokeji 2023 (Divize I)
Mistrovství světa v ledním hokeji 2023 (Divize I) byl mezinárodní hokejový turnaj pořádaný Mezinárodní hokejovou federací.
Turnaj skupiny A se konal v britském Nottinghamu a turnaj skupiny B v estonském Tallinnu.

## Skupina A

### Účastníci
| Tým            | Kvalifikace                                   |
| -------------- | --------------------------------------------- |
| Itálie         | 15. místo v MS v hokeji 2022 – sestup         |
| Velká Británie | 15. místo v MS v hokeji 2022 – sestup         |
| Litva          | 3. místo v Divizi I – skupina A 2022          |
| Jižní Korea    | 4. místo v Divizi I – skupina A 2022          |
| Rumunsko       | 5. místo v Divizi I – skupina A 2022          |
| Polsko         | 1. místo v Divizi I – skupina B 2022 – postup |

### Rozhodčí
Osm hlavních rozhodčích a sedm čárových byl vybráno pro turnaj.
| Hlavní | Čároví |
| --- | --- |
| - Christoph Sternat - Killian Hinterdobler - Andrew Dalton - Attila Nagy - Roy Stian Hansen - Milan Zrnić - Mikael Holm - Cedric Borga | - Nicklas Knosen - Jussi Thomann - Jonas Merten - Ilia Kisil - Norbert Muzsik - Gašper Zgonc - Andreas Nyqvist |

### Tabulka
|  | Postupující do elitní divize      |
|  | Sestupující do skupiny B divize I |

| Poř. | Tým            | Z | V | VP | PP | P | GV | GI | +/- | B  |
| ---- | -------------- | - | - | -- | -- | - | -- | -- | --- | -- |
| 1.   | Velká Británie | 5 | 4 | 1  | 0  | 0 | 24 | 7  | +17 | 14 |
| 2.   | Polsko         | 5 | 4 | 0  | 1  | 0 | 28 | 9  | +19 | 13 |
| 3.   | Itálie         | 5 | 3 | 0  | 0  | 2 | 23 | 16 | +7  | 9  |
| 4.   | Jižní Korea    | 5 | 2 | 0  | 0  | 3 | 8  | 20 | -12 | 6  |
| 5.   | Rumunsko       | 5 | 1 | 0  | 0  | 4 | 9  | 26 | -17 | 3  |
| 6.   | Litva          | 5 | 0 | 0  | 0  | 5 | 7  | 21 | -14 | 0  |

### Zápasy
| 29. dubna 2023 13:30 | Polsko | 7 : 0 (3:0, 3:0, 1:0) | Litva | Motorpoint Arena Nottingham, Nottingham Návštěvnost: 1 352 |  |

| Report | |                             |                |                                                                      |
| John Murray | John Murray | Brankáři                    | Mantas Armalis | Rozhodčí: Andrew Dalton Attila Nagy Čároví: Ilia Kisil Jussi Thomann |
| Pawel Zygmunt (Kamil Walega, Dominik Pas) 02:03' Maciej Kruzcek (Patryk Wajda, Bartoszs Fraszko) 03:26' Krystian Dziubinski (Patryk Wronka, Grzegorz Pasiut) 07:02' Patryk Wronka (Bartosz Fraszko, Grzegorz Pasiut) 27:23' Patryk Wronka (Grzegorz Pasiut, Barosz Fraszko) 37:18' Patryk Wronka (Krystian Dziubinski, Grzegorz Pasiut) 39:47' Krystian Dziubinski (Patryk Wronka, Pawel Dronia) 48:40' | Pawel Zygmunt (Kamil Walega, Dominik Pas) 02:03' Maciej Kruzcek (Patryk Wajda, Bartoszs Fraszko) 03:26' Krystian Dziubinski (Patryk Wronka, Grzegorz Pasiut) 07:02' Patryk Wronka (Bartosz Fraszko, Grzegorz Pasiut) 27:23' Patryk Wronka (Grzegorz Pasiut, Barosz Fraszko) 37:18' Patryk Wronka (Krystian Dziubinski, Grzegorz Pasiut) 39:47' Krystian Dziubinski (Patryk Wronka, Pawel Dronia) 48:40' | 1:0 2:0 3:0 4:0 5:0 6:0 7:0 |                | Rozhodčí: Andrew Dalton Attila Nagy Čároví: Ilia Kisil Jussi Thomann |
| 4 min | 4 min | Tresty                      | 12 min         | Rozhodčí: Andrew Dalton Attila Nagy Čároví: Ilia Kisil Jussi Thomann |
| 34 | 34 | Střely                      | 9              | Rozhodčí: Andrew Dalton Attila Nagy Čároví: Ilia Kisil Jussi Thomann |

| 29. dubna 2023 17:00 | Rumunsko | 2 : 6 (0:2, 1:2, 1:0) | Itálie | Motorpoint Arena Nottingham, Nottingham Návštěvnost: 2 001 |  |

| Report                                                                                    |                                                                                           |                                 | |                                                                                     |
| Patrik Polc                                                                               | Patrik Polc                                                                               | Brankáři                        | Justin Fazio | Rozhodčí: Roy Stian Hansen Killian Hinterdobler Čároví: Nicklas Knosen Jonas Merten |
| Zsombor Molnar (Mircea Constantin) 32:10' Matya Kovacs (Balazs Peter, Patrik Polc) 47:20' | Zsombor Molnar (Mircea Constantin) 32:10' Matya Kovacs (Balazs Peter, Patrik Polc) 47:20' | 0:1 0:2 0:3 0:4 1:4 2:4 2:5 2:6 | 00:59' Thomas Larkin (Luca Frigo) 07:55' Thomas Larkin 25:58' Pascal Brunner (Phil Pietroniro) 26:51' Angelo Miceli (Daniel Ross Tedesco, Marco Insam) 52:57' Angelo Miceli (Daniel Ross Tedesco, Enrico Miglioranzi) 54:57' Thomas Larkin (Tommaso Traversa, Brandon McNally) | Rozhodčí: Roy Stian Hansen Killian Hinterdobler Čároví: Nicklas Knosen Jonas Merten |
| 8 min                                                                                     | 8 min                                                                                     | Tresty                          | 4 min | Rozhodčí: Roy Stian Hansen Killian Hinterdobler Čároví: Nicklas Knosen Jonas Merten |
| 18                                                                                        | 18                                                                                        | Střely                          | 52 | Rozhodčí: Roy Stian Hansen Killian Hinterdobler Čároví: Nicklas Knosen Jonas Merten |

| 29. dubna 2023 20:30 | Jižní Korea | 0 : 4 (0:2, 0:1, 0:1) | Velká Británie | Motorpoint Arena Nottingham, Nottingham Návštěvnost: 3 966 |  |

| Report      |             |                 | |                                                                                |
| Matt Dalton | Matt Dalton | Brankáři        | Ben Bowns | Rozhodčí: Christoph Sternat Milan Zrnić Čároví: Norbert Muzsik Andreas Nyqvist |
|             |             | 0:1 0:2 0:3 0:4 | 01:44' Ben Lake (Josh Waller, Mike Hammond) 15:49' Robert Dowd (Josh Waller, Evan Mosey) 20:13' Cade Neilson (Liam Kirk) 41:35' Liam Kirk | Rozhodčí: Christoph Sternat Milan Zrnić Čároví: Norbert Muzsik Andreas Nyqvist |
| 10 min      | 10 min      | Tresty          | 2 min | Rozhodčí: Christoph Sternat Milan Zrnić Čároví: Norbert Muzsik Andreas Nyqvist |
| 17          | 17          | Střely          | 35 | Rozhodčí: Christoph Sternat Milan Zrnić Čároví: Norbert Muzsik Andreas Nyqvist |

| 30. dubna 2023 13:30 | Litva | 2 : 3 (2:1, 0:2, 0:0) | Rumunsko | Motorpoint Arena Nottingham, Nottingham Návštěvnost: 1 958 |  |

| Report | |                     | |                                                                            |
| Mantas Armalis | Mantas Armalis | Brankáři            | Patrik Polc | Rozhodčí: Cedric Borga Christoph Sternat Čároví: Jonas Merten Gašper Zgonc |
| Emilijus Krakauskas (Kostas Gusevas, Martynas Grinius) 01:09' Aivaras Bendzius (Egidijus Binkulis, Edgar Protcenko) 15:38' | Emilijus Krakauskas (Kostas Gusevas, Martynas Grinius) 01:09' Aivaras Bendzius (Egidijus Binkulis, Edgar Protcenko) 15:38' | 1:0 2:0 2:1 2:2 2:3 | 16:55' Matyas Kovacs (Peter Balazs, Timur Rasulov) 23:36' Peter Balazs (Pavlo Borysenko, Andrei Filip) 30:07' Peter Balazs (Pavlo Borysenko, Huba Bors) | Rozhodčí: Cedric Borga Christoph Sternat Čároví: Jonas Merten Gašper Zgonc |
| 6 min | 6 min | Tresty              | 6 min | Rozhodčí: Cedric Borga Christoph Sternat Čároví: Jonas Merten Gašper Zgonc |
| 34 | 34 | Střely              | 30 | Rozhodčí: Cedric Borga Christoph Sternat Čároví: Jonas Merten Gašper Zgonc |

| 30. dubna 2023 17:00 | Velká Británie | 5 : 4 PP (1:1, 2:0, 1:3 — 1:0) | Polsko | Motorpoint Arena Nottingham, Nottingham Návštěvnost: 4 134 |  |

| Report | |                                     | |                                                                                 |
| Ben Bowns | Ben Bowns | Brankáři                            | John Murray | Rozhodčí: Killian Hinterdobler Mikael Holm Čároví: Nicklas Knosen Jussi Thomann |
| Jonathan Phillips (Robert Lachowicz) 01:57' Cade Neilson (Liam Kirk, Nathanael Halbert) 23:36' Liam Kirk (Cade Neilson, Nathanael Halbert) 33:07' Mike Hammond (Evan Mosey) 58:30' Ben Lake (Nathanael Halbert, Liam Kirk) 62:35' | Jonathan Phillips (Robert Lachowicz) 01:57' Cade Neilson (Liam Kirk, Nathanael Halbert) 23:36' Liam Kirk (Cade Neilson, Nathanael Halbert) 33:07' Mike Hammond (Evan Mosey) 58:30' Ben Lake (Nathanael Halbert, Liam Kirk) 62:35' | 1:0 1:1 2:1 3:1 3:2 3:3 4:3 4:4 5:4 | 10:06' Dominik Pas (Pawel Zygmunt, Arkadiusz Kostek) 45:25' Pawel Zygmunt (Kamil Walega, Bartlomiej Jeziorski) 54:23' Kamil Walega (Bartosz Ciura) 59:12' Bartosz Fraszko (Marcin Kolusz, Grzegorz Pasiut) | Rozhodčí: Killian Hinterdobler Mikael Holm Čároví: Nicklas Knosen Jussi Thomann |
| 8 min | 8 min | Tresty                              | 31 min | Rozhodčí: Killian Hinterdobler Mikael Holm Čároví: Nicklas Knosen Jussi Thomann |
| 42 | 42 | Střely                              | 27 | Rozhodčí: Killian Hinterdobler Mikael Holm Čároví: Nicklas Knosen Jussi Thomann |

| 30. dubna 2023 20:30 | Itálie | 6 : 1 (2:0, 1:0, 3:1) | Jižní Korea | Motorpoint Arena Nottingham, Nottingham Návštěvnost: 1 572 |  |

| Report | |                             |                                  |                                                                        |
| Damian Clara | Damian Clara | Brankáři                    | Matt Dalton                      | Rozhodčí: Andrew Dalton Attila Nagy Čároví: Ilia Kisil Andreas Nyqvist |
| Daniel Mantenuto (Phil Pietroniro, Marco Zanetti) 04:31' Luca Frigo (Daniel Mantenuto, Thomas Larkin) 14:55' Thomas Larkin (Angelo Miceli, Daniel Ross Tedesco) 39:57' Luca Frigo (Phil Pietroniro) 45:05' Brandon McNally (Tommaso Traversa, Ivan Deluca) 48:26' Daniel Mantenuto (Enrico Miglioranzi) 50:05' | Daniel Mantenuto (Phil Pietroniro, Marco Zanetti) 04:31' Luca Frigo (Daniel Mantenuto, Thomas Larkin) 14:55' Thomas Larkin (Angelo Miceli, Daniel Ross Tedesco) 39:57' Luca Frigo (Phil Pietroniro) 45:05' Brandon McNally (Tommaso Traversa, Ivan Deluca) 48:26' Daniel Mantenuto (Enrico Miglioranzi) 50:05' | 1:0 2:0 3:0 4:0 4:1 5:1 6:1 | 48:17' Kim Ki-sung (Kim Sang-uk) | Rozhodčí: Andrew Dalton Attila Nagy Čároví: Ilia Kisil Andreas Nyqvist |
| 10 min | 10 min | Tresty                      | 8 min                            | Rozhodčí: Andrew Dalton Attila Nagy Čároví: Ilia Kisil Andreas Nyqvist |
| 29 | 29 | Střely                      | 19                               | Rozhodčí: Andrew Dalton Attila Nagy Čároví: Ilia Kisil Andreas Nyqvist |

| 2. května 2023 13:30 | Rumunsko | 2 : 5 (1:1, 0:2, 1:2 | Jižní Korea | Motorpoint Arena Nottingham, Nottingham Návštěvnost: 767 |  |

| Report                                                                                   |                                                                                          |                             | |                                                                       |
| Patrik Polc                                                                              | Patrik Polc                                                                              | Brankáři                    | Matt Dalton | Rozhodčí: Andrew Dalton Mikael Holm Čároví: Ilia Kisil Nicklas Knosen |
| Andrei Filip (Csanad Fodor) 15:15' Matyas Kovacs (Balazs Peter, Eduard Casaneanu) 55:24' | Andrei Filip (Csanad Fodor) 15:15' Matyas Kovacs (Balazs Peter, Eduard Casaneanu) 55:24' | 0:1 1:1 1:2 1:3 1:4 1:5 2:5 | 04:52' Sin Sang-hun (Pak Čin-kju, I Jong-čun) 24:03' Kang Jun-sok (I Don-ku) 36:34' Čon Čong-u (An Čin Hü, O In-kjo) 51:52' Pak Čin Kju (I Jong-čun, Song Hjong-čchol) 54:45' Kim Si-hwan (I Don-ku, Čon Čong-u) | Rozhodčí: Andrew Dalton Mikael Holm Čároví: Ilia Kisil Nicklas Knosen |
| 6 min                                                                                    | 6 min                                                                                    | Tresty                      | 2 min | Rozhodčí: Andrew Dalton Mikael Holm Čároví: Ilia Kisil Nicklas Knosen |
| 17                                                                                       | 17                                                                                       | Střely                      | 36 | Rozhodčí: Andrew Dalton Mikael Holm Čároví: Ilia Kisil Nicklas Knosen |

| 2. května 2023 17:00 | Itálie | 2 : 4 (1:1, 0:1, 1:2) | Polsko | Motorpoint Arena Nottingham, Nottingham Návštěvnost: 1 318 |  |

| Report                                                                                                  | |                         | |                                                                            |
| Justin Fazio                                                                                            | Justin Fazio                                                                                            | Brankáři                | John Murray | Rozhodčí: Roy Stian Hansen Milan Zrnić Čároví: Norbert Muzsik Gašper Zgonc |
| Alex Trivellato (Daniel Mantenuto) 06:28' Daniel Ross Tedesco (Peter Spornberger, Angelo Miceli) 26:35' | Alex Trivellato (Daniel Mantenuto) 06:28' Daniel Ross Tedesco (Peter Spornberger, Angelo Miceli) 26:35' | 0:1 1:1 1:2 2:2 2:3 2:4 | 05:23' Mateusz Michalski (Radoslaw Galant) 22:10' Krystian Dziubinski (Patryk Wronka, Grzegorz Pasiut) 37:06' Bartlomiej Jeziorski (Krystian Dziubinski) 56:35' Grzegorz Pasiut (Patryk Wronka, Marcin Kolusz) | Rozhodčí: Roy Stian Hansen Milan Zrnić Čároví: Norbert Muzsik Gašper Zgonc |
| 29 min                                                                                                  | 29 min                                                                                                  | Tresty                  | 8 min | Rozhodčí: Roy Stian Hansen Milan Zrnić Čároví: Norbert Muzsik Gašper Zgonc |
| 31 | 31 | Střely                  | 23 | Rozhodčí: Roy Stian Hansen Milan Zrnić Čároví: Norbert Muzsik Gašper Zgonc |

| 2. května 2023 20:30 | Velká Británie | 3 : 0 (2:0, 0:0, 1:0) | Litva | Motorpoint Arena Nottingham, Nottingham Návštěvnost: 2 606 |  |

| Report | |             |                |                                                                                  |
| Ben Bowns | Ben Bowns | Brankáři    | Mantas Armalis | Rozhodčí: Cedric Borga Killian Hinterdobler Čároví: Jonas Merten Andreas Nyqvist |
| Cade Neilson (Evan Mosey) 01:07' Robert Dowd (Cade Neilson, Liam Kirk) 16:42' Nathanael Halbert (Robert Dowd, do prázdné branky) 58:10' | Cade Neilson (Evan Mosey) 01:07' Robert Dowd (Cade Neilson, Liam Kirk) 16:42' Nathanael Halbert (Robert Dowd, do prázdné branky) 58:10' | 1:0 2:0 3:0 |                | Rozhodčí: Cedric Borga Killian Hinterdobler Čároví: Jonas Merten Andreas Nyqvist |
| 4 min | 4 min | Tresty      | 8 min          | Rozhodčí: Cedric Borga Killian Hinterdobler Čároví: Jonas Merten Andreas Nyqvist |
| 24 | 24 | Střely      | 28             | Rozhodčí: Cedric Borga Killian Hinterdobler Čároví: Jonas Merten Andreas Nyqvist |

| 3. května 2023 13:30 | Jižní Korea | 0 : 7 (0:2, 0:3, 0:2) | Polsko | Motorpoint Arena Nottingham, Nottingham Návštěvnost: 710 |  |

| Report                                 |                                        |                             | |                                                                      |
| Matt Dalton (od 41. minuty I Jon-sung) | Matt Dalton (od 41. minuty I Jon-sung) | Brankáři                    | John Murray | Rozhodčí: Cedric Borga Milan Zrnić Čároví: Ilia Kisil Norbert Muzsik |
|                                        |                                        | 0:1 0:2 0:3 0:4 0:5 0:6 0:7 | 09:42' Alan Lyszczarczyk (Pawel Zygmunt, Bartosz Ciura) 19:12' Bartlomiej Jeziorski (Bartosz Ciura, Krystian Dziubinski) 30:50' Bartlomiej Jeziorski (Pawel Zygmunt, Kamil Walega) 32:34' Kamil Walega (Alan Lyszczarczyk, Dominik Pas) 39:32' Krystian Dziubinski (Kamil Walega, Alan Lyszczarczyk) 52:19' Marcin Kolusz (Alan Lyszczarczyk, Maciej Kruczek) 53:58' Krystian Dziubinski | Rozhodčí: Cedric Borga Milan Zrnić Čároví: Ilia Kisil Norbert Muzsik |
| 8 min                                  | 8 min                                  | Tresty                      | 0 min | Rozhodčí: Cedric Borga Milan Zrnić Čároví: Ilia Kisil Norbert Muzsik |
| 20                                     | 20                                     | Střely                      | 36 | Rozhodčí: Cedric Borga Milan Zrnić Čároví: Ilia Kisil Norbert Muzsik |

| 3. května 2023 17:00 | Litva | 4 : 6 (1:1, 2:4, 1:1) | Itálie | Motorpoint Arena Nottingham, Nottingham Návštěvnost: 876 |  |

| Report | |                                         | |                                                                              |
| Elvinas Karla | Elvinas Karla | Brankáři                                | Damian Clara | Rozhodčí: Mikael Holm Christoph Sternat Čároví: Andreas Nyqvist Gašper Zgonc |
| Paulius Gintautas (Martynas Grinius, Mark Kaleinikovas) 00:45' Aivaras Bendzius (Kostas Gusevas, Emilijus Krakauskas) 33:39' Martynas Grinius (Mark Kaleinikovas, Eimantas Noreika) 37:43' Aivaras Bendzius (Mantas Stankius, Ugnius Cizas) 48:04' | Paulius Gintautas (Martynas Grinius, Mark Kaleinikovas) 00:45' Aivaras Bendzius (Kostas Gusevas, Emilijus Krakauskas) 33:39' Martynas Grinius (Mark Kaleinikovas, Eimantas Noreika) 37:43' Aivaras Bendzius (Mantas Stankius, Ugnius Cizas) 48:04' | 1:0 1:1 1:2 1:3 1:4 2:4 3:4 3:5 3:6 4:6 | 10:25' Marco Zanetti (Luca Frigo, Daniel Mantenuto) 22:06' Marco Zanetti (Enrico Miglioranzi, Luca Frigo) 26:47' Phil Pietroniro (Alex Trivellato, Daniel Ross Tedesco) 32:01' Dante Hannoun (Angelo Miceli, Phil Pietroniro) 39:38' Phil Pietroniro (Dante Hannoun, Angelo Miceli) 47:04' Daniel Mantenuto (Marco Zanetti, Luca Frigo) | Rozhodčí: Mikael Holm Christoph Sternat Čároví: Andreas Nyqvist Gašper Zgonc |
| 4 min | 4 min | Tresty                                  | 10 min | Rozhodčí: Mikael Holm Christoph Sternat Čároví: Andreas Nyqvist Gašper Zgonc |
| 30 | 30 | Střely                                  | 35 | Rozhodčí: Mikael Holm Christoph Sternat Čároví: Andreas Nyqvist Gašper Zgonc |

| 3. května 2023 20:30 | Velká Británie | 7 : 0 (0:0, 3:0, 4:0) | Rumunsko | Motorpoint Arena Nottingham, Nottingham Návštěvnost: 2 506 |  |

| Report | |                             |             |                                                                           |
| Ben Bowns | Ben Bowns | Brankáři                    | Zoltán Tőke | Rozhodčí: Roy Stian Hansen Attila Nagy Čároví: Jonas Merten Jussi Thomann |
| Brett Perlini (Robert Dowd, Liam Kirk) 30:18' Liam Kirk (Nathanael Halbert) 32:59' Jonathan Phillips (Josh Tetlow, Sam Jones) 34:18' Johnny Curran (Evan Mosey, Ben O'Connor) 46:16' Sam Ruopp (Robert Lachowicz, David Phillips) 51:17' Evan Mosey (Brett Perlini, Ben O'Connor) 56:27' Josh Waller (Sam Ruopp, Cade Neilson) 57:51' | Brett Perlini (Robert Dowd, Liam Kirk) 30:18' Liam Kirk (Nathanael Halbert) 32:59' Jonathan Phillips (Josh Tetlow, Sam Jones) 34:18' Johnny Curran (Evan Mosey, Ben O'Connor) 46:16' Sam Ruopp (Robert Lachowicz, David Phillips) 51:17' Evan Mosey (Brett Perlini, Ben O'Connor) 56:27' Josh Waller (Sam Ruopp, Cade Neilson) 57:51' | 1:0 2:0 3:0 4:0 5:0 6:0 7:0 |             | Rozhodčí: Roy Stian Hansen Attila Nagy Čároví: Jonas Merten Jussi Thomann |
| 4 min | 4 min | Tresty                      | 12 min      | Rozhodčí: Roy Stian Hansen Attila Nagy Čároví: Jonas Merten Jussi Thomann |
| 43 | 43 | Střely                      | 13          | Rozhodčí: Roy Stian Hansen Attila Nagy Čároví: Jonas Merten Jussi Thomann |

| 5. května 2023 13:30 | Polsko | 6 : 2 (0:1, 4:0, 2:1) | Rumunsko | Motorpoint Arena Nottingham, Nottingham Návštěvnost: 1 441 |  |

| Report | |                                 |                                                                                                |                                                                       |
| Maciej Miarka | Maciej Miarka | Brankáři                        | Zoltán Tőke                                                                                    | Rozhodčí: Mikael Holm Milan Zrnić Čároví: Nicklas Knosen Jonas Merten |
| Grzegorz Pasiut (Marcin Kolusz) 21:42' Bartlomiej Jeziorski (Krystian Dziubinski) 28:53' Bartosz Fraszko (Grzegorz Pasiut, Patryk Wronka) 37:26' Alan Lyszczarczyk (Krystian Dziubinski, Bartosz Ciura) 38:48' Krystian Dziubinski (Bartosz Fraszko, Bartosz Ciura, do prázdné branky) 58:15' Kamil Walega (Pawel Zygmunt, Pawel Dronia) 59:24' | Grzegorz Pasiut (Marcin Kolusz) 21:42' Bartlomiej Jeziorski (Krystian Dziubinski) 28:53' Bartosz Fraszko (Grzegorz Pasiut, Patryk Wronka) 37:26' Alan Lyszczarczyk (Krystian Dziubinski, Bartosz Ciura) 38:48' Krystian Dziubinski (Bartosz Fraszko, Bartosz Ciura, do prázdné branky) 58:15' Kamil Walega (Pawel Zygmunt, Pawel Dronia) 59:24' | 0:1 1:1 2:1 3:1 4:1 4:2 5:2 6:2 | 09:13' Balazs Peter (Pavlo Borysenko) 54:20' Balazs Gajdo (Zoltan Molnar, Yevhen Yemelianenko) | Rozhodčí: Mikael Holm Milan Zrnić Čároví: Nicklas Knosen Jonas Merten |
| 0 min | 0 min | Tresty                          | 2 min                                                                                          | Rozhodčí: Mikael Holm Milan Zrnić Čároví: Nicklas Knosen Jonas Merten |
| 39 | 39 | Střely                          | 15                                                                                             | Rozhodčí: Mikael Holm Milan Zrnić Čároví: Nicklas Knosen Jonas Merten |

| 5. května 2023 17:00 | Litva | 1 : 2 (0:0, 1:1, 0:1) | Jižní Korea | Motorpoint Arena Nottingham, Nottingham Návštěvnost: 2 078 |  |

| Report                                                          |                                                                 |             |                                                                                      |                                                                        |
| Mantas Armalis                                                  | Mantas Armalis                                                  | Brankáři    | Matt Dalton                                                                          | Rozhodčí: Andrew Dalton Attila Nagy Čároví: Jussi Thomann Gašper Zgonc |
| Ugnius Cizas (Jaunius Jasinevicius, Emilijus Krakauskas) 33:47' | Ugnius Cizas (Jaunius Jasinevicius, Emilijus Krakauskas) 33:47' | 0:1 1:1 1:2 | 20:13' Sin Sang-hun (An Čin Hü) 59:27' Kim Si-hwan (Sin Sang-hun, do prázdné branky) | Rozhodčí: Andrew Dalton Attila Nagy Čároví: Jussi Thomann Gašper Zgonc |
| 12 min                                                          | 12 min                                                          | Tresty      | 6 min                                                                                | Rozhodčí: Andrew Dalton Attila Nagy Čároví: Jussi Thomann Gašper Zgonc |
| 33                                                              | 33                                                              | Střely      | 42                                                                                   | Rozhodčí: Andrew Dalton Attila Nagy Čároví: Jussi Thomann Gašper Zgonc |

| 5. května 2023 20:30 | Itálie | 3 : 5 (1:1, 2:3, 0:1) | Velká Británie | Motorpoint Arena Nottingham, Nottingham Návštěvnost: 5 538 |  |

| Report | |                                 | |                                                                                    |
| Justin Fazio | Justin Fazio | Brankáři                        | Ben Bowns | Rozhodčí: Cedric Borga Killian Hinterdobler Čároví: Norbert Muzsik Andreas Nyqvist |
| Thomas Larkin (Daniel Ross Tedesco) 11:21' Alex Petan 24:34' Daniel Glira (Luca Frigo, Daniel Mantenuto) 34:29' | Thomas Larkin (Daniel Ross Tedesco) 11:21' Alex Petan 24:34' Daniel Glira (Luca Frigo, Daniel Mantenuto) 34:29' | 0:1 1:1 1:2 2:2 2:3 3:3 3:4 3:5 | 05:40' Brett Perlini (Mike Hammond, Evan Mosey) 20:59' Cade Neilson (Robert Dowd) 28:43' Mike Hammond (Ollie Betteridge) 35:57' Brett Perlini (Mike Hammond, Liam Kirk) 57:50' Cade Neilson (Liam Kirk, do prázdné branky) | Rozhodčí: Cedric Borga Killian Hinterdobler Čároví: Norbert Muzsik Andreas Nyqvist |
| 6 min | 6 min | Tresty                          | 0 min | Rozhodčí: Cedric Borga Killian Hinterdobler Čároví: Norbert Muzsik Andreas Nyqvist |
| 22 | 22 | Střely                          | 23 | Rozhodčí: Cedric Borga Killian Hinterdobler Čároví: Norbert Muzsik Andreas Nyqvist |

### Hráčské statistiky

#### Kanadské bodování
Toto je konečné pořadí hráčů podle dosažených bodů. Za jeden vstřelený gól nebo přihrávku na gól hráč získal jeden bod.
| Poř. | Hráč                | Tým            | Z | G | A | B  | TM | +/- |
| ---- | ------------------- | -------------- | - | - | - | -- | -- | --- |
| 1.   | Krystian Dziubinski | Polsko         | 5 | 6 | 5 | 11 | 0  | +3  |
| 2.   | Liam Kirk           | Velká Británie | 5 | 3 | 7 | 10 | 0  | +4  |
| 3.   | Grzegorz Pasiut     | Polsko         | 5 | 2 | 7 | 9  | 2  | +3  |
| 4.   | Cade Neilson        | Velká Británie | 5 | 5 | 3 | 8  | 2  | +5  |
| 5.   | Patryk Wronka       | Polsko         | 5 | 3 | 5 | 8  | 2  | +3  |
| 6.   | Daniel Mantenuto    | Itálie         | 5 | 3 | 4 | 7  | 2  | +6  |
| 6.   | Kamil Walega        | Polsko         | 5 | 3 | 4 | 7  | 0  | +4  |
| 8.   | Bartosz Fraszko     | Polsko         | 5 | 2 | 5 | 7  | 0  | +4  |
| 8.   | Luca Frigo          | Itálie         | 5 | 2 | 5 | 7  | 0  | +7  |
| 8.   | Pawel Zygmunt       | Polsko         | 5 | 2 | 5 | 7  | 0  | +4  |

#### Hodnocení brankářů
Toto je konečné pořadí pěti nejlepších brankářů.
| Poř. | Hráč           | Tým            | Z. | MIN    | OG | PZ  | PS  | POG  | Úsp%  |
| ---- | -------------- | -------------- | -- | ------ | -- | --- | --- | ---- | ----- |
| 1.   | Ben Bowns      | Velká Británie | 5  | 302:35 | 7  | 100 | 107 | 1.39 | 93.46 |
| 2.   | John Murray    | Polsko         | 4  | 242:30 | 7  | 95  | 102 | 1.73 | 93.14 |
| 3.   | Damian Clara   | Itálie         | 2  | 120:00 | 5  | 44  | 49  | 2.50 | 89.80 |
| 4.   | Mantas Armalis | Litva          | 4  | 237:20 | 13 | 114 | 127 | 3.29 | 89.76 |
| 5.   | Patrik Polc    | Rumunsko       | 3  | 180:00 | 13 | 109 | 122 | 4.33 | 89.34 |

## Skupina B

### Účastníci
| Tým        | Kvalifikace                           |
| ---------- | ------------------------------------- |
| Japonsko   | 2. místo v Divizi I – skupina B 2022  |
| Ukrajina   | 3. místo v Divizi I – skupina B 2022  |
| Estonsko   | 4. místo v Divizi I – skupina B 2022  |
| Srbsko     | 5. místo v Divizi I – skupina B 2022  |
| Čína       | 1. místo v Divizi II – skupina A 2022 |
| Nizozemsko | 2. místo v Divizi II – skupina A 2022 |

### Rozhodčí
Sedm hlavních rozhodčích a sedm čárových byl vybráno pro turnaj.
| Hlavní | Čároví |
| --- | --- |
| - Martin Christensen - Timo Ruuska - Benjamin Hoppe - Andrea Moschen - Michał Baca - Čche Jong-džin - Andrij Kiča | - Wolfgang Puff - Tobias Schwenk - Renārs Davidonis - Agris Ozoliņš - Laurynas Stepankevičius - Knut Bråten - Dominik Altmann |

### Tabulka
|  | Postupující do skupiny A divize I  |
|  | Sestupující do skupiny A divize II |

| Poř. | Tým        | Z | V | VP | PP | P | GV | GI | +/- | B  |
| ---- | ---------- | - | - | -- | -- | - | -- | -- | --- | -- |
| 1.   | Japonsko   | 5 | 5 | 0  | 0  | 0 | 29 | 10 | +19 | 15 |
| 2.   | Ukrajina   | 5 | 3 | 0  | 1  | 1 | 35 | 16 | +19 | 10 |
| 3.   | Čína       | 5 | 2 | 1  | 0  | 2 | 19 | 18 | +1  | 8  |
| 4.   | Estonsko   | 5 | 1 | 1  | 0  | 3 | 13 | 18 | -5  | 5  |
| 5.   | Nizozemsko | 5 | 1 | 0  | 1  | 3 | 14 | 31 | -17 | 4  |
| 6.   | Srbsko     | 5 | 0 | 1  | 1  | 3 | 7  | 24 | -17 | 3  |

### Zápasy
Všechny časy jsou místní (UTC+2).
| 23. dubna 2023 12:30 | Nizozemsko | 1 : 8 (0:2, 0:2, 1:4) | Japonsko | Tondiraba Ice Hall, Tallinn Návštěvnost: 150 |  |

| Report                                              |                                                     |                                     | |                                                                             |
| Ruud Leeuwesteijn                                   | Ruud Leeuwesteijn                                   | Brankáři                            | Juta Narisawa | Rozhodčí: Martin Christensen Andrij Kiča Čároví: Knut Bråten Tobias Schwenk |
| Diego Hofland (Danny Stempher, Guus van Nes) 59:48' | Diego Hofland (Danny Stempher, Guus van Nes) 59:48' | 0:1 0:2 0:3 0:4 0:5 0:6 0:7 0:8 1:8 | 15:33' Kento Suzuki (Kosuke Ocu) 18:05' Džiei Halliday (Juto Osawa, Kento Suzuki) 22:09' Makuru Furuhaši (Koki Jonejama, Teruto Nakadžima) 39:38' Teruto Nakadžima (Čikara Hanzawa, Riku Išida) 40:13' Šogo Nakadžima 45:07' Teruto Nakadžima (Juširoh Hirano, Hiroto Sato) 45:26' Juširoh Hirano (Šogo Nakadžima, Šigeki Hitosato) 57:22' Taiga Irikura (Jusei Ocu) | Rozhodčí: Martin Christensen Andrij Kiča Čároví: Knut Bråten Tobias Schwenk |
| 6 min                                               | 6 min                                               | Tresty                              | 8 min | Rozhodčí: Martin Christensen Andrij Kiča Čároví: Knut Bråten Tobias Schwenk |
| 16                                                  | 16                                                  | Střely                              | 47 | Rozhodčí: Martin Christensen Andrij Kiča Čároví: Knut Bråten Tobias Schwenk |

| 23. dubna 2023 16:00 | Čína | 5 : 4 PP (0:2, 4:0, 0:2 — 1:0) | Ukrajina | Tondiraba Ice Hall, Tallinn Návštěvnost: 560 |  |

| Report | |                                     | |                                                                               |
| Paris O'Brien | Paris O'Brien | Brankáři                            | Eduard Zacharčenko (od 41. minuty Bohdan Ďačenko) | Rozhodčí: Michał Baca Benjamin Hoppe Čároví: Dominik Altmann Renārs Davidonis |
| Colin Joe (Spencer Foo, Joe Lockhart) 20:49' Brandon Yip (Tyler Wong, Parker Foo) 26:34' Tyler Wong (Ryan Sproul, Kuo Ťia-ning) 35:47' Jake Chelios 38:45' Cory Kane (Brandon Yip, Tyler Wong) 62:32' | Colin Joe (Spencer Foo, Joe Lockhart) 20:49' Brandon Yip (Tyler Wong, Parker Foo) 26:34' Tyler Wong (Ryan Sproul, Kuo Ťia-ning) 35:47' Jake Chelios 38:45' Cory Kane (Brandon Yip, Tyler Wong) 62:32' | 0:1 0:2 1:2 2:2 3:2 4:2 4:3 4:4 5:4 | 06:19' Oleksij Vorona (Vadym Mazur, Ihor Merežko) 19:15' Oleksij Vorona (Oleksandr Peresuňko, Ihor Merežko) 46:33' Ihor Merežko (Oleksandr Peresuňko, Oleksij Vorona) 55:49' Oleksij Vorona (Danyjil Tracht, Ihor Merežko) | Rozhodčí: Michał Baca Benjamin Hoppe Čároví: Dominik Altmann Renārs Davidonis |
| 8 min | 8 min | Tresty                              | 31 min | Rozhodčí: Michał Baca Benjamin Hoppe Čároví: Dominik Altmann Renārs Davidonis |
| 30 | 30 | Střely                              | 37 | Rozhodčí: Michał Baca Benjamin Hoppe Čároví: Dominik Altmann Renārs Davidonis |

| 23. dubna 2023 19:30 | Srbsko | 1 : 2 SN (0:0, 0:1, 1:0 — 0:0 — 0:1) | Estonsko | Tondiraba Ice Hall, Tallinn Návštěvnost: 1 564 |  |

| Report | |                                            | |                                                                          |
| Arsenije Ranković | Arsenije Ranković | Brankáři                                   | Villem-Henrik Koitmaa                                                                                        | Rozhodčí: Andrea Moschen Timo Ruuska Čároví: Agris Ozoliņš Wolfgang Puff |
| Mirko Djumić (Marko Dragović, Arsenije Ranković) 42:42' Mirko Djumić Mateja Popović Lazar Lestarić Marko Dragović Ugljesa Novaković | Mirko Djumić (Marko Dragović, Arsenije Ranković) 42:42' Mirko Djumić Mateja Popović Lazar Lestarić Marko Dragović Ugljesa Novaković | 0:1 1:1 Samostatné nájezdy 0:1 1:1 1:2 1:2 | 31:37' Eduard Slessarevski (Rasmus Kiik) Robert Rooba Kristjan Kombe Erik Embrich Mark Viitanen Robert Arrak | Rozhodčí: Andrea Moschen Timo Ruuska Čároví: Agris Ozoliņš Wolfgang Puff |
| 6 min | 6 min | Tresty                                     | 8 min | Rozhodčí: Andrea Moschen Timo Ruuska Čároví: Agris Ozoliņš Wolfgang Puff |
| 15 | 15 | Střely                                     | 54 | Rozhodčí: Andrea Moschen Timo Ruuska Čároví: Agris Ozoliņš Wolfgang Puff |

| 24. dubna 2023 12:30 | Japonsko | 5 : 2 (1:2, 2:0, 2:0) | Čína | Tondiraba Ice Hall, Tallinn Návštěvnost: 280 |  |

| Report | |                             |                                                                             |                                                                        |
| Juta Narisawa | Juta Narisawa | Brankáři                    | Sun Ce-chao                                                                 | Rozhodčí: Michał Baca Timo Ruuska Čároví: Knut Bråten Renārs Davidonis |
| Čikara Hanzawa (Teruto Nakadžima, Makuru Furuhaši) 05:23' Šigeki Hitosato (Hiroto Sato) 35:15' Teruto Nakadžima (Juto Osawa, Šogo Nakadžima) 37:30' Juto Osawa (Jusei Ocu, Kosuke Ocu) 43:20' Teruto Nakadžima (Taiga Irikura, do prázdné branky) 59:22' | Čikara Hanzawa (Teruto Nakadžima, Makuru Furuhaši) 05:23' Šigeki Hitosato (Hiroto Sato) 35:15' Teruto Nakadžima (Juto Osawa, Šogo Nakadžima) 37:30' Juto Osawa (Jusei Ocu, Kosuke Ocu) 43:20' Teruto Nakadžima (Taiga Irikura, do prázdné branky) 59:22' | 0:1 1:1 1:2 2:2 3:2 4:2 5:2 | 04:00' Parker Foo (Jake Chelios) 16:45' Cory Kane (Edward Yan, Ryan Sproul) | Rozhodčí: Michał Baca Timo Ruuska Čároví: Knut Bråten Renārs Davidonis |
| 14 min | 14 min | Tresty                      | 6 min                                                                       | Rozhodčí: Michał Baca Timo Ruuska Čároví: Knut Bråten Renārs Davidonis |
| 27 | 27 | Střely                      | 34                                                                          | Rozhodčí: Michał Baca Timo Ruuska Čároví: Knut Bråten Renārs Davidonis |

| 24. dubna 2023 16:00 | Ukrajina | 7 : 0 (0:0, 2:0, 5:0) | Srbsko | Tondiraba Ice Hall, Tallinn Návštěvnost: 428 |  |

| Report | |                             |               |                                                                                       |
| Bohdan Ďačenko | Bohdan Ďačenko | Brankáři                    | Akim Padalica | Rozhodčí: Čche Jong-džin Andrea Moschen Čároví: Wolfgang Puff Laurynas Stepankevičius |
| Danyjil Tracht (Vadym Mazur, Pylyp Panhelov-Juldašev) 26:27' Vadym Mazur (Oleksij Vorona, Oleksandr Peresuňko) 28:47' Vadym Mazur (Ihor Merežko, Vitalij Andrejkiv) 44:28' Andrij Denyskin (Jevhen Fadjejev, Pylyp Panhelov-Juldašev) 47:06' Oleksandr Peresuňko (Vadym Mazur, Danyjil Tracht) 49:39' Denys Borodaj (Ihor Merežko, Ivan Sysak) 54:19' Ihor Merežko (Illja Korenčuk, Dmytro Nimenko) 57:37' | Danyjil Tracht (Vadym Mazur, Pylyp Panhelov-Juldašev) 26:27' Vadym Mazur (Oleksij Vorona, Oleksandr Peresuňko) 28:47' Vadym Mazur (Ihor Merežko, Vitalij Andrejkiv) 44:28' Andrij Denyskin (Jevhen Fadjejev, Pylyp Panhelov-Juldašev) 47:06' Oleksandr Peresuňko (Vadym Mazur, Danyjil Tracht) 49:39' Denys Borodaj (Ihor Merežko, Ivan Sysak) 54:19' Ihor Merežko (Illja Korenčuk, Dmytro Nimenko) 57:37' | 1:0 2:0 3:0 4:0 5:0 6:0 7:0 |               | Rozhodčí: Čche Jong-džin Andrea Moschen Čároví: Wolfgang Puff Laurynas Stepankevičius |
| 6 min | 6 min | Tresty                      | 35 min        | Rozhodčí: Čche Jong-džin Andrea Moschen Čároví: Wolfgang Puff Laurynas Stepankevičius |
| 66 | 66 | Střely                      | 10            | Rozhodčí: Čche Jong-džin Andrea Moschen Čároví: Wolfgang Puff Laurynas Stepankevičius |

| 24. dubna 2023 19:30 | Estonsko | 4 : 2 (1:1, 0:0, 3:1) | Nizozemsko | Tondiraba Ice Hall, Tallinn Návštěvnost: 1 349 |  |

| Report | |                         |                                                                           |                                                                                 |
| Conrad Molder | Conrad Molder | Brankáři                | Martijn Oosterwijk                                                        | Rozhodčí: Martin Christensen Andrij Kiča Čároví: Dominik Altmann Tobias Schwenk |
| Mark Viitanen (Andre Linde) 19:26' Kristjan Kombe (Aleksandr Ossipov, Daniil Kulintsev) 44:09' Robert Rooba (Artemi Aleksandrov) 50:00' Mark Viitanen (Artemi Aleksandrov, do prázdné branky) 58:43' | Mark Viitanen (Andre Linde) 19:26' Kristjan Kombe (Aleksandr Ossipov, Daniil Kulintsev) 44:09' Robert Rooba (Artemi Aleksandrov) 50:00' Mark Viitanen (Artemi Aleksandrov, do prázdné branky) 58:43' | 0:1 1:1 2:1 3:1 3:2 4:2 | 04:12' Guus van Nes 53:57' Kilian van Gorp (Danny Stempher, Guus van Nes) | Rozhodčí: Martin Christensen Andrij Kiča Čároví: Dominik Altmann Tobias Schwenk |
| 8 min | 8 min | Tresty                  | 10 min                                                                    | Rozhodčí: Martin Christensen Andrij Kiča Čároví: Dominik Altmann Tobias Schwenk |
| 56 | 56 | Střely                  | 12                                                                        | Rozhodčí: Martin Christensen Andrij Kiča Čároví: Dominik Altmann Tobias Schwenk |

| 26. dubna 2023 12:30 | Nizozemsko | 7 : 2 (3:0, 3:2, 1:0) | Čína | Tondiraba Ice Hall, Tallinn Návštěvnost: 215 |  |

| Report | |                                     |                                                                                        |                                                                                       |
| Ruud Leeuwesteijn | Ruud Leeuwesteijn | Brankáři                            | Paris O'Brien                                                                          | Rozhodčí: Čche Jong-džin Andrea Moschen Čároví: Agris Ozoliņš Laurynas Stepankevičius |
| Ties van Soest (Jay de Ruiter, Mitch Jongmans) 07:55' Ties van Soest (Jay de Ruiter, Jay Huisman) 10:41' Mike Collard (Jonne de Bonth) 15:44' Kilian van Gorp 32:08' Olaf-Jan Schoningh (Jonne de Bonth, Frits Doop) 38:30' Guus van Nes (Kilian van Gorp) 39:44' Diego Hofland (Guus van Nes) 52:26' | Ties van Soest (Jay de Ruiter, Mitch Jongmans) 07:55' Ties van Soest (Jay de Ruiter, Jay Huisman) 10:41' Mike Collard (Jonne de Bonth) 15:44' Kilian van Gorp 32:08' Olaf-Jan Schoningh (Jonne de Bonth, Frits Doop) 38:30' Guus van Nes (Kilian van Gorp) 39:44' Diego Hofland (Guus van Nes) 52:26' | 1:0 2:0 3:0 4:0 4:1 4:2 5:2 6:2 7:2 | 33:06' Parker Foo (Colin Joe, Jason Fram) 38:21' Cory Kane (Jake Chelios, Brandon Yip) | Rozhodčí: Čche Jong-džin Andrea Moschen Čároví: Agris Ozoliņš Laurynas Stepankevičius |
| 10 min | 10 min | Tresty                              | 8 min                                                                                  | Rozhodčí: Čche Jong-džin Andrea Moschen Čároví: Agris Ozoliņš Laurynas Stepankevičius |
| 16 | 16 | Střely                              | 40                                                                                     | Rozhodčí: Čche Jong-džin Andrea Moschen Čároví: Agris Ozoliņš Laurynas Stepankevičius |

| 26. dubna 2023 16:00 | Japonsko | 8 : 3 (2:0, 1:2, 5:1) | Srbsko | Tondiraba Ice Hall, Tallinn Návštěvnost: 254 |  |

| Report | |                                             | |                                                                               |
| Jutaka Fukufudži | Jutaka Fukufudži | Brankáři                                    | Arsenije Ranković (od 47. minuty Akim Padalica) | Rozhodčí: Benjamin Hoppe Andrij Kiča Čároví: Dominik Altmann Renārs Davidonis |
| Juširoh Hirano (Kento Suzuki, Džiei Halliday) 01:51' Kenta Takagi (Taiga Irikura, Kohei Sato) 02:34' Juširoh Hirano (Šogo Nakadžima) 26:55' Šigeki Hitosato (Juto Osawa) 44:21' Teruto Nakadžima (Čikara Hanzawa, Makuru Furuhaši) 46:05' Juširoh Hirano (Šigeki Hitosato, Kotaro Jamada) 46:54' Teruto Nakadžima (Juto Osawa, Šogo Nakadžima) 53:15' Šogo Nakadžima (Hiroto Sato, Juširoh Hirano) 55:16' | Juširoh Hirano (Kento Suzuki, Džiei Halliday) 01:51' Kenta Takagi (Taiga Irikura, Kohei Sato) 02:34' Juširoh Hirano (Šogo Nakadžima) 26:55' Šigeki Hitosato (Juto Osawa) 44:21' Teruto Nakadžima (Čikara Hanzawa, Makuru Furuhaši) 46:05' Juširoh Hirano (Šigeki Hitosato, Kotaro Jamada) 46:54' Teruto Nakadžima (Juto Osawa, Šogo Nakadžima) 53:15' Šogo Nakadžima (Hiroto Sato, Juširoh Hirano) 55:16' | 1:0 2:0 2:1 2:2 3:2 3:3 4:3 5:3 6:3 7:3 8:3 | 23:14' Mateja Popović (Mirko Djumić, Pavle Podunavać) 26:42' Pavle Podunavać (Marko Dragović, Mirko Djumić) 40:46' Marko Dragović (Ugljesa Novaković, Pavle Podunavać) | Rozhodčí: Benjamin Hoppe Andrij Kiča Čároví: Dominik Altmann Renārs Davidonis |
| 10 min | 10 min | Tresty                                      | 8 min | Rozhodčí: Benjamin Hoppe Andrij Kiča Čároví: Dominik Altmann Renārs Davidonis |
| 51 | 51 | Střely                                      | 11 | Rozhodčí: Benjamin Hoppe Andrij Kiča Čároví: Dominik Altmann Renārs Davidonis |

| 26. dubna 2023 19:30 | Ukrajina | 7 : 4 (1:1, 4:1, 2:2) | Estonsko | Tondiraba Ice Hall, Tallinn Návštěvnost: 3 001 |  |

| Report | |                                             | |                                                                             |
| Eduard Zacharčenko | Eduard Zacharčenko | Brankáři                                    | Villem-Henrik Koitmaa | Rozhodčí: Michał Baca Martin Christensen Čároví: Knut Bråten Tobias Schwenk |
| Illja Korenčuk (Dmytro Nimenko, Oleksij Vorona) 17:54' Pylyp Panhelov-Juldašev (Illja Korenčuk, Oleksandr Peresuňko) 21:37' Vitalij Ljalka (Vadym Mazur, Ihor Merežko) 31:29' Pylyp Panhelov-Juldašev (Jevhen Fadjejev) 38:12' Illja Korenčuk (Dmytro Nimenko, Oleksij Vorona) 38:58' Vadym Mazur (Oleksij Vorona, Oleksandr Peresuňko) 42:28' Danyjil Tracht (Vadym Mazur, Oleksandr Peresuňko) 44:54' | Illja Korenčuk (Dmytro Nimenko, Oleksij Vorona) 17:54' Pylyp Panhelov-Juldašev (Illja Korenčuk, Oleksandr Peresuňko) 21:37' Vitalij Ljalka (Vadym Mazur, Ihor Merežko) 31:29' Pylyp Panhelov-Juldašev (Jevhen Fadjejev) 38:12' Illja Korenčuk (Dmytro Nimenko, Oleksij Vorona) 38:58' Vadym Mazur (Oleksij Vorona, Oleksandr Peresuňko) 42:28' Danyjil Tracht (Vadym Mazur, Oleksandr Peresuňko) 44:54' | 0:1 1:1 2:1 3:1 3:2 4:2 5:2 6:2 6:3 7:3 7:4 | 11:37' Kevin Parras (Rasmus Kiik, Nikita Puzakov) 33:44' Robert Rooba (Saveli Novikov) 44:33' Artemi Aleksandrov (Aleksandr Ossipov, Erik Potsinok) 48:20' Robert Rooba (Erik Embrich) | Rozhodčí: Michał Baca Martin Christensen Čároví: Knut Bråten Tobias Schwenk |
| 6 min | 6 min | Tresty                                      | 8 min | Rozhodčí: Michał Baca Martin Christensen Čároví: Knut Bråten Tobias Schwenk |
| 37 | 37 | Střely                                      | 18 | Rozhodčí: Michał Baca Martin Christensen Čároví: Knut Bråten Tobias Schwenk |

| 27. dubna 2023 12:30 | Čína | 5 : 0 (2:0, 2:0, 1:0) | Srbsko | Tondiraba Ice Hall, Tallinn Návštěvnost: 123 |  |

| Report | |                     |                                                 |                                                                                 |
| Paris O'Brien | Paris O'Brien | Brankáři            | Arsenije Ranković (od 41. minuty Akim Padalica) | Rozhodčí: Čche Jong-džin Martin Christensen Čároví: Dominik Altmann Knut Bråten |
| Spencer Foo (Parker Foo, Joe Lockhart) 08:10' Jake Chelios (Ryan Sproul, Parker Foo) 14:28' Cory Kane (Brandon Yip, Jake Chelios) 23:15' Joe Lockhart 39:37' Jason Fram (Joe Lockhart, Colin Joe) 50:01' | Spencer Foo (Parker Foo, Joe Lockhart) 08:10' Jake Chelios (Ryan Sproul, Parker Foo) 14:28' Cory Kane (Brandon Yip, Jake Chelios) 23:15' Joe Lockhart 39:37' Jason Fram (Joe Lockhart, Colin Joe) 50:01' | 1:0 2:0 3:0 4:0 5:0 |                                                 | Rozhodčí: Čche Jong-džin Martin Christensen Čároví: Dominik Altmann Knut Bråten |
| 4 min | 4 min | Tresty              | 12 min                                          | Rozhodčí: Čche Jong-džin Martin Christensen Čároví: Dominik Altmann Knut Bråten |
| 58 | 58 | Střely              | 15                                              | Rozhodčí: Čche Jong-džin Martin Christensen Čároví: Dominik Altmann Knut Bråten |

| 27. dubna 2023 16:00 | Ukrajina | 14 : 2 (4:1, 6:1, 4:0) | Nizozemsko | Tondiraba Ice Hall, Tallinn Návštěvnost: 729 |  |

| Report | |                                                                      | |                                                                             |
| Bohdan Ďačenko | Bohdan Ďačenko | Brankáři                                                             | Martijn Oosterwijk                                                                                           | Rozhodčí: Michal Baca Benjamin Hoppe Čároví: Renars Davidonis Agris Ozolins |
| Illja Korenčuk (Dmytro Nimenko, Oleksij Vorona) 01:49' Illja Korenčuk (Ihor Merežko) 08:08' Danyjil Tracht (Ihor Merežko) 11:53' Dmytro Nimenko (Illja Korenčuk, Ihor Merežko) 18:52' Danyjil Tracht (Ivan Sysak, Oleksandr Peresuňko) 20:32' Ihor Merežko (Vadym Mazur) 22:07' Nazar Ružnikov (Vladyslav Kucevyč, Artem Hrebenyk) 22:59' Andrij Denyskin (Illja Korenčuk, Pylyp Panhelov-Juldašev) 31:38' Jaroslav Pančenko (Nazar Ružnikov) 36:11' Oleksij Vorona (Danyjil Tracht, Oleksandr Peresuňko) 38:04' Andrij Denyskin (Vitalij Ljalka, Pylyp Panhelov-Juldašev) 44:34' Illja Korenčuk (Oleksij Vorona, Bohdan Ďačenko) 49:27' Danyjil Tracht (Oleksandr Peresuňko, Vadym Mazur) 50:17' Danyjil Tracht 58:04' | Illja Korenčuk (Dmytro Nimenko, Oleksij Vorona) 01:49' Illja Korenčuk (Ihor Merežko) 08:08' Danyjil Tracht (Ihor Merežko) 11:53' Dmytro Nimenko (Illja Korenčuk, Ihor Merežko) 18:52' Danyjil Tracht (Ivan Sysak, Oleksandr Peresuňko) 20:32' Ihor Merežko (Vadym Mazur) 22:07' Nazar Ružnikov (Vladyslav Kucevyč, Artem Hrebenyk) 22:59' Andrij Denyskin (Illja Korenčuk, Pylyp Panhelov-Juldašev) 31:38' Jaroslav Pančenko (Nazar Ružnikov) 36:11' Oleksij Vorona (Danyjil Tracht, Oleksandr Peresuňko) 38:04' Andrij Denyskin (Vitalij Ljalka, Pylyp Panhelov-Juldašev) 44:34' Illja Korenčuk (Oleksij Vorona, Bohdan Ďačenko) 49:27' Danyjil Tracht (Oleksandr Peresuňko, Vadym Mazur) 50:17' Danyjil Tracht 58:04' | 1:0 2:0 3:0 3:1 4:1 5:1 6:1 7:1 8:1 8:2 9:2 10:2 11:2 12:2 13:2 14:2 | 12:39' Jordy Verkiel (Delaney Hessels, Boet van Gestel) 36:02' Guus van Nes (Danny Stempher, Ties van Soest) | Rozhodčí: Michal Baca Benjamin Hoppe Čároví: Renars Davidonis Agris Ozolins |
| 6 min | 6 min | Tresty                                                               | 12 min | Rozhodčí: Michal Baca Benjamin Hoppe Čároví: Renars Davidonis Agris Ozolins |
| 60 | 60 | Střely                                                               | 11 | Rozhodčí: Michal Baca Benjamin Hoppe Čároví: Renars Davidonis Agris Ozolins |

| 27. dubna 2023 19:30 | Estonsko | 1 : 3 (0:1, 1:2, 0:0) | Japonsko | Tondiraba Ice Hall, Tallinn |  |

| Report                              |                                     |                 | |                                                                                |
| Conrad Molder                       | Conrad Molder                       | Brankáři        | Juta Narisawa | Rozhodčí: Uldis Buss Andrij Kiča Čároví: Wolfgang Puff Laurynas Stepankevičius |
| Mark Viitanen (Erik Embrich) 24:56' | Mark Viitanen (Erik Embrich) 24:56' | 0:1 0:2 1:2 1:3 | 06:38' Šigeki Hitosato (Juširoh Hirano, Šogo Nakadžima) 24:47' Džiei Halliday (Kohei Sato, Jusei Ocu) 35:43' Juširoh Hirano (Šogo Nakadžima, Šigeki Hitosato) | Rozhodčí: Uldis Buss Andrij Kiča Čároví: Wolfgang Puff Laurynas Stepankevičius |
| 6 min                               | 6 min                               | Tresty          | 10 min | Rozhodčí: Uldis Buss Andrij Kiča Čároví: Wolfgang Puff Laurynas Stepankevičius |
| 20                                  | 20                                  | Střely          | 27 | Rozhodčí: Uldis Buss Andrij Kiča Čároví: Wolfgang Puff Laurynas Stepankevičius |

| 29. dubna 2023 12:30 | Srbsko | 3 : 2 SN (1:1, 0:1, 1:0 — 0:0 — 1:0) | Nizozemsko | Tondiraba Ice Hall, Tallinn Návštěvnost: 315 |  |

| Report | |                                                    | |                                                                            |
| Arsenije Ranković | Arsenije Ranković | Brankáři                                           | Ruud Leeuwesteijn | Rozhodčí: Čche Jong-džin Andrij Kiča Čároví: Dominik Altmann Agris Ozoliņš |
| Mirko Djumić (Pavle Podunavać, Mateja Popović 10:05' Nemanja Vucurević (Lazar Lestarić, Aleksa Gvozdenović 52:32' Nemanja Vucurević Mirko Djumić Andrija Spanjević | Mirko Djumić (Pavle Podunavać, Mateja Popović 10:05' Nemanja Vucurević (Lazar Lestarić, Aleksa Gvozdenović 52:32' Nemanja Vucurević Mirko Djumić Andrija Spanjević | 0:1 1:1 1:2 2:2 Samostatné nájezdy 0:0 1:0 2:0 3:0 | 08:13' Guus van Nes (Diego Hofland, Noah Muller) 29:16' Jordy Verkiel (Jay Huisman, Jay de Ruiter) Jordy Verkiel Guus van Nes Jay Huisman | Rozhodčí: Čche Jong-džin Andrij Kiča Čároví: Dominik Altmann Agris Ozoliņš |
| 12 min | 12 min | Tresty                                             | 10 min | Rozhodčí: Čche Jong-džin Andrij Kiča Čároví: Dominik Altmann Agris Ozoliņš |
| 27 | 27 | Střely                                             | 40 | Rozhodčí: Čche Jong-džin Andrij Kiča Čároví: Dominik Altmann Agris Ozoliņš |

| 29. dubna 2023 16:00 | Estonsko | 2 : 5 (0:3, 1:0, 1:2) | Čína | Tondiraba Ice Hall, Tallinn Návštěvnost: 4 066 |  |

| Report                                                                                                 | |                             | |                                                                           |
| Conrad Molder                                                                                          | Conrad Molder                                                                                          | Brankáři                    | Paris O'Brien | Rozhodčí: Uldis Bušs Martin Christensen Čároví: Knut Bråten Wolfgang Puff |
| Kevin Parras (Rasmus Kiik, Saveli Novikov) 28:06' Robert Arrak (Nikita Puzakov, Marek Potsinok) 54:52' | Kevin Parras (Rasmus Kiik, Saveli Novikov) 28:06' Robert Arrak (Nikita Puzakov, Marek Potsinok) 54:52' | 0:1 0:2 0:3 1:3 1:4 1:5 2:5 | 01:13' Spencer Foo (Čang Pcheng-fej) 07:04' Joe Lockhart (Parker Foo, Spencer Foo) 15:37' Jason Fram (Tyler Wong, Joe Lockhart) 40:25' Spencer Foo (Parker Foo, Jake Chelios) 44:45' Spencer Foo (Parker Foo, Jake Chelios) | Rozhodčí: Uldis Bušs Martin Christensen Čároví: Knut Bråten Wolfgang Puff |
| 37 min                                                                                                 | 37 min                                                                                                 | Tresty                      | 10 min | Rozhodčí: Uldis Bušs Martin Christensen Čároví: Knut Bråten Wolfgang Puff |
| 28 | 28 | Střely                      | 30 | Rozhodčí: Uldis Bušs Martin Christensen Čároví: Knut Bråten Wolfgang Puff |

| 26. dubna 2023 19:30 | Japonsko | 5 : 3 (2:0, 2:0, 1:3) | Ukrajina | Tondiraba Ice Hall, Tallinn Návštěvnost: 3 870 |  |

| Report | |                                 | |                                                                              |
| Juta Narisawa | Juta Narisawa | Brankáři                        | Bohdan Ďačenko (od 30. minuty Eduard Zacharčenko) | Rozhodčí: Michał Baca Benjamin Hoppe Čároví: Renārs Davidonis Tobias Schwenk |
| Kento Suzuki (Juto Osawa) 07:58' Juširoh Hirano (Hiroto Sato) 19:29' Juširoh Hirano (Hiroto Sato, Šogo Nakadžima) 29:04' Kenta Takagi (Taiga Irikura, Džiei Halliday) 29:25' Kosuke Ocu 40:46' | Kento Suzuki (Juto Osawa) 07:58' Juširoh Hirano (Hiroto Sato) 19:29' Juširoh Hirano (Hiroto Sato, Šogo Nakadžima) 29:04' Kenta Takagi (Taiga Irikura, Džiei Halliday) 29:25' Kosuke Ocu 40:46' | 1:0 2:0 3:0 4:0 5:0 5:1 5:2 5:3 | 45:12' Oleksij Vorona (Danyjil Tracht, Ihor Merežko) 52:45' Vitalij Ljalka (Vitalij Andrejkiv) 56:33' Illja Korenčuk (Oleksij Vorona, Eduard Zacharčenko) | Rozhodčí: Michał Baca Benjamin Hoppe Čároví: Renārs Davidonis Tobias Schwenk |
| 8 min | 8 min | Tresty                          | 29 min | Rozhodčí: Michał Baca Benjamin Hoppe Čároví: Renārs Davidonis Tobias Schwenk |
| 29 | 29 | Střely                          | 33 | Rozhodčí: Michał Baca Benjamin Hoppe Čároví: Renārs Davidonis Tobias Schwenk |

### Hráčské statistiky

#### Kanadské bodování
Toto je konečné pořadí hráčů podle dosažených bodů. Za jeden vstřelený gól nebo přihrávku na gól hráč získal jeden bod.
| Poř. | Hráč                | Tým      | Z | G | A  | B  | TM | +/- |
| ---- | ------------------- | -------- | - | - | -- | -- | -- | --- |
| 1.   | Oleksij Vorona      | Ukrajina | 5 | 5 | 8  | 13 | 0  | +6  |
| 2.   | Ihor Merežko        | Ukrajina | 5 | 3 | 10 | 13 | 4  | +7  |
| 3.   | Juširoh Hirano      | Japonsko | 5 | 7 | 3  | 10 | 4  | +6  |
| 4.   | Illja Korenčuk      | Ukrajina | 5 | 6 | 4  | 10 | 4  | +6  |
| 4.   | Danyjil Tracht      | Ukrajina | 5 | 6 | 4  | 10 | 0  | +4  |
| 6.   | Vadym Mazur         | Ukrajina | 5 | 3 | 7  | 10 | 0  | +7  |
| 7.   | Oleksandr Peresuňko | Ukrajina | 5 | 1 | 9  | 10 | 2  | +4  |
| 8.   | Šogo Nakadžima      | Japonsko | 5 | 2 | 7  | 9  | 4  | +6  |
| 9.   | Teruto Nakadžima    | Japonsko | 5 | 6 | 2  | 8  | 2  | +3  |
| 10.  | Parker Foo          | Čína     | 5 | 2 | 6  | 8  | 2  | +4  |

#### Hodnocení brankářů
Toto je konečné pořadí pěti nejlepších brankářů.
| Poř. | Hráč              | Tým        | Z. | MIN    | OG | PZ  | PS  | POG  | Úsp%  |
| ---- | ----------------- | ---------- | -- | ------ | -- | --- | --- | ---- | ----- |
| 1.   | Juta Narisawa     | Japonsko   | 4  | 240:00 | 7  | 96  | 103 | 1.75 | 93.20 |
| 2.   | Arsenije Ranković | Srbsko     | 4  | 214:51 | 12 | 146 | 158 | 3.35 | 92.41 |
| 3.   | Ruud Leeuwesteijn | Nizozemsko | 3  | 185:00 | 12 | 101 | 113 | 3.89 | 89.38 |
| 4.   | Paris O'Brien     | Čína       | 4  | 221:02 | 11 | 78  | 89  | 2.99 | 87.64 |
| 5.   | Conrad Molder     | Estonsko   | 3  | 177:40 | 10 | 59  | 69  | 3.38 | 85.51 |

### Ocenění
| Pozice  | Hráč           |
| ------- | -------------- |
| Brankář | Juta Narisawa  |
| Obránce | Ihor Merežko   |
| Útočník | Juširoh Hirano |